# Frellstedt

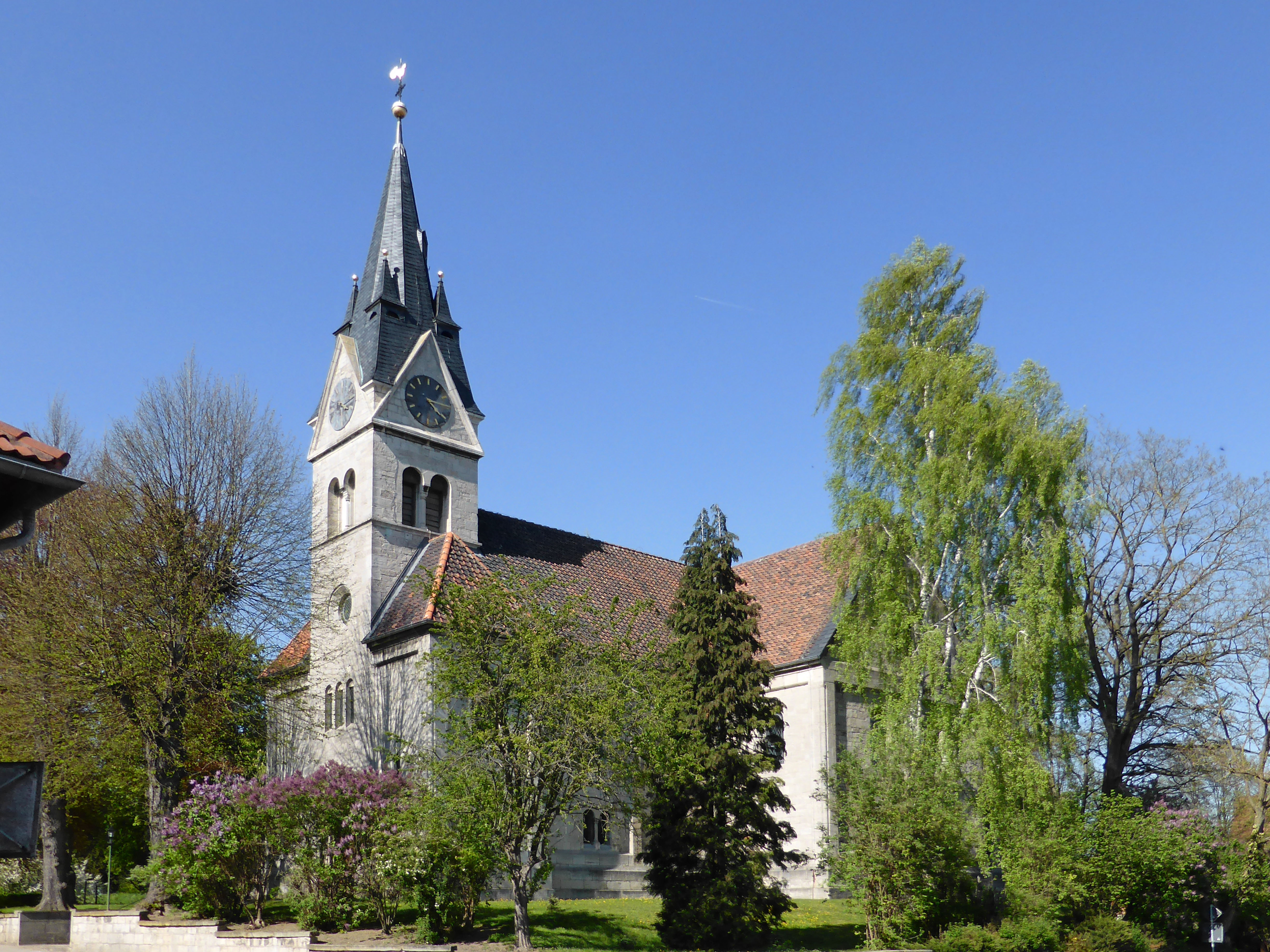
St.-Vitus-Kirche

Frellstedt ist eine Gemeinde im Landkreis Helmstedt in Niedersachsen und eine von sechs Mitgliedsgemeinden der Samtgemeinde Nord-Elm.

## Geografie
Frellstedt liegt im Naturpark Elm-Lappwald an der Schunter. Die Gemeinde gehört der Samtgemeinde Nord-Elm an, die ihren Verwaltungssitz in der Gemeinde Süpplingen hat.

## Geschichte

### Ortsentwicklung
In der Chronik des Dorfes Räbke wird Frellstedt erstmals 827 als Groß- und Klein Frellstedt erwähnt.
Um 1725 wurde vermutlich die erste Braunkohle im Herzogtum Braunschweig an der „Roten Mühle“ bei Frellstedt gefunden. Zu einem Abbau kam es damals allerdings noch nicht. Erst sehr viel später wurde im nahegelegenen Helmstedter Revier großflächig Braunkohle gewonnen.
Bis zur Eröffnung der Eisenbahnstrecke Braunschweig–Helmstedt–Magdeburg am 15. September 1872 und der Gründung der Norddeutschen Zuckerraffinerie (NZR) im Jahre 1885 war Frellstedt ein reines Bauerndorf.
Die Einwohnerzahl verdoppelte sich bis 1885 auf 1020 Einwohner und Frellstedt hat heute bei einer Infrastruktur mit Kindergarten, einer Arztpraxis und einer Bahnverbindung im Stundentakt nach Ost und West 810 Einwohner.
Das Industriegebiet in Frellstedt beherbergt den größten Arbeitgeber der Samtgemeinde, die AMINO GmbH, die aus der ehemaligen Norddeutschen Zuckerraffinerie hervorgegangen ist. Dort werden Aminosäuren für den internationalen Markt hergestellt.
Das Dorfgemeinschaftshaus und der Jugendraum der Gemeinde werden für Festlichkeiten aller Art nicht nur von der einheimischen Bevölkerung stark genutzt. Zur guten Lebensqualität gehört die Nähe zum Elm, zum Naherholungspark der Samtgemeinde Nord-Elm und die ruhige Lage abseits des Verkehrs.

### Hexenprozess 1578
Aus dem Jahr 1578 liegt ein ausführlicher Hexenprozess gegen Gesche Fricke aus Frellstedt vor. Sie wurde beschuldigt, dass sie nur ihren Stock einzuschmieren brauchte, um als Krähe verwandelt zum Blocksberg fliegen zu können. Der Überlieferung nach wurde sie mitsamt ihren Mitbeschuldigten von den Herren des Rats zu Helmstedt zum Feuertod verurteilt und dort auf dem Scheiterhaufen verbrannt.

### Knüppeldamm aus dem 18. Jahrhundert

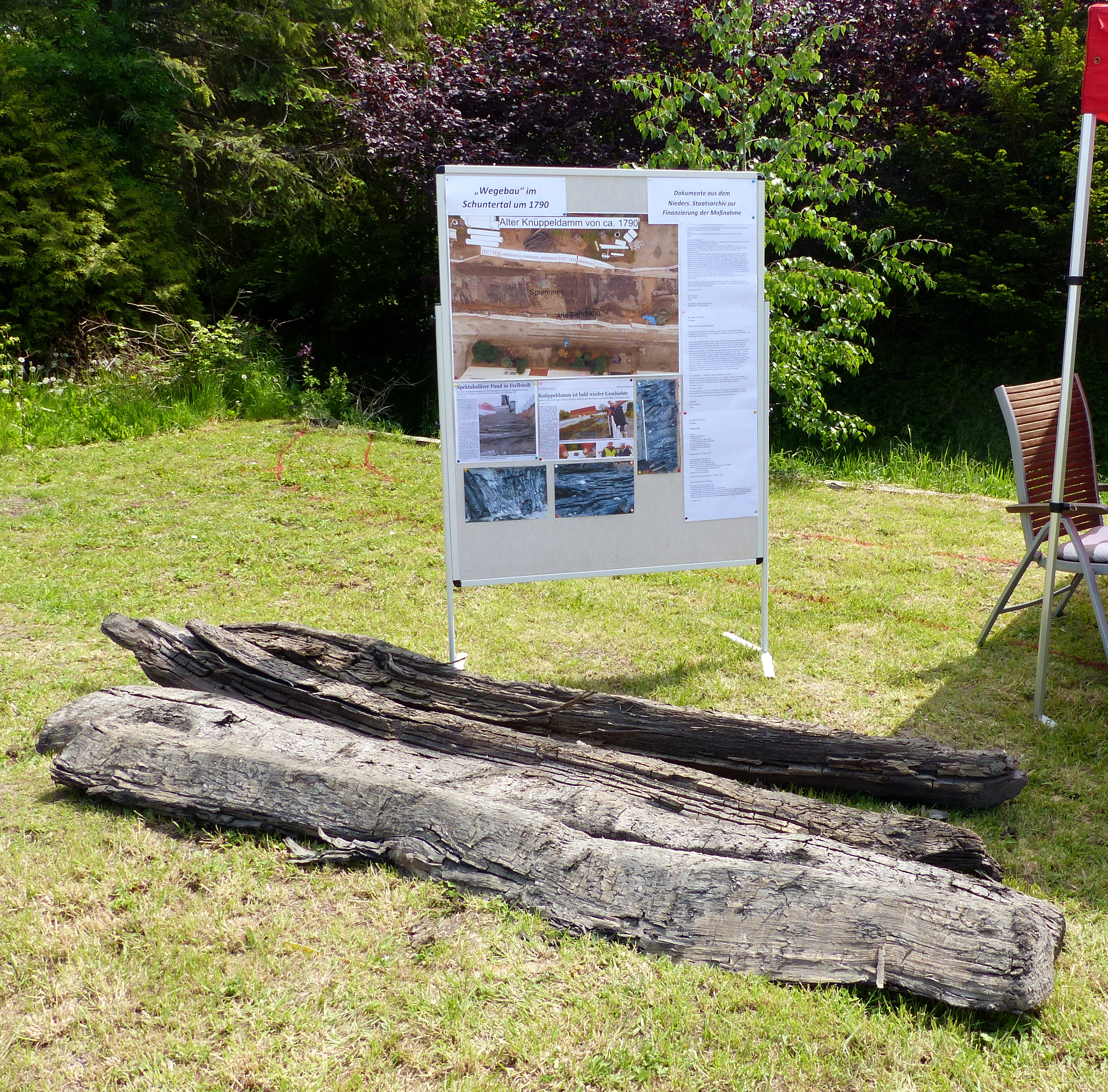
Erhaltene Stämme des Knüppeldamms, mit Fotos und Dokumenten präsentiert im Rahmen der Schunter-Gewässerwoche 2019

2018 fand man im Zuge von Straßenbauarbeiten an der Helmstedter Straße in etwa zwei Metern Tiefe einen komplett erhaltenen Knüppeldamm aus Eichenbalken. Recherchen der Gemeinde ergaben, dass diese 1790 geliefert und verbaut wurden. Eine museale Aufbewahrung der Balken wurde nicht erwogen, doch werden einige noch in Privatbesitz erhalten und wurden auch der Öffentlichkeit im Mai 2019 vorgeführt.

## Politik

### Bürgermeister
Am 31. August 2011 wurde Michael Buttler (UWG) zum Bürgermeister der Gemeinde gewählt. Er trat damit die Nachfolge von Sandra Bruns (CDU) an und wurde am 1. November 2011 von Detlef Gottschalt (SPD) abgelöst. Am 2. November 2016 wurde Rainer Brokof (FWG) Bürgermeister. Bei der Kommunalwahl 2021 wurde Christian Buttler (UWGF) zum Bürgermeister gewählt.

### Gemeinderat
Kommunalwahl 2021:
- UWGF: 7 Sitze

Kommunalwahl 2016:
- SPD/FWG: 4 Sitze
- UWGF: 1 Sitz

## Kultur und Sehenswürdigkeiten
Siehe auch: Liste der Baudenkmale in Frellstedt

### Kirche
Die St.-Vitus-Kirche gehört zur Propstei Königslutter der evangelisch-lutherischen Landeskirche in Braunschweig. Katholische Kirchen befinden sich in den Nachbardörfern Süpplingen und Wolsdorf.

### Sport und Vereine
In Frellstedt gibt es mehrere Vereine, wie zum Beispiel einen Fußballverein, einen Schützenverein und einen Radsportverein. Diese Vereine sind in ihrer Sportart zum Teil auch überregional erfolgreich.
Darüber hinaus tragen ein gemischter Chor, ein Posaunenchor, ein Kleingartenverein, die Freiwillige Feuerwehr und mehrere andere Gruppierungen zum gesellschaftlichen Dorfleben bei.

### Regelmäßige Veranstaltungen
- Osterfeuer, Karsamstag
- Maifeier auf dem Lindenplatz jährlich am 30. April
- Volksfest, immer Mitte Juni
- Sportwoche des MTV Frellstedt auf dem Sportplatz immer Ende Juli/Anfang August

## Wirtschaft und Infrastruktur

### Wirtschaft
Frellstedt war  ein bedeutender Standort der Zuckerfabrikation zwischen Elm und Lappwald. Auf dem ausgedehnten Produktionsgelände nördlich des Ortes an der Bahnstrecke Braunschweig–Magdeburg werden seit 1980 Aminosäuren für die Pharma- und Nahrungsmittelindustrie hergestellt. Seit 2012 wird der gesamte Lager- und Produktionsstandort von der Firma Amino geführt.

### Verkehr
Frellstedt liegt von Süpplingen aus ca. 2 km südlich der Bundesstraße 1 und westlich der Bundesstraße 244, die von Helmstedt nach Wernigerode führt. Durch die Landesstraße 626 ist Frellstedt mit der Bundesstraße 1 und dem Nachbardorf Räbke verbunden, durch die Kreisstraße 13 mit Süpplingen und Warberg; die Kreisstraße 18 führt nach Wolsdorf.
Es besteht ein Bahnhof an der Strecke Braunschweig–Magdeburg. Hier halten Züge der Regionalbahn-Linie RB40.

## Persönlichkeiten
- Georg Wilhelm Wahnschaffe (1710–1791), preußischer Oberamtmann
- Karl Wanschaff (1775–1848), Kunsttischler bei Schinkel
- Walter Wehe (1900–1971), Mitglied des Braunschweiger Landtags 1946, Politiker der KPD